# Sphaerodactylus corticola
Sphaerodactylus corticola es una especie de geco del género Sphaerodactylus, familia Sphaerodactylidae, orden Squamata. Fue descrita científicamente por Garman en 1888.

## Descripción
La longitud hocico-respiradero en machos y hembras es de 37 y 39 milímetros respectivamente.

## Distribución
Se distribuye por Bahamas.